# Rumunsko na Letních olympijských hrách 1988
Rumunsko se účastnilo Letní olympiády 1988 v jihokorejském Soulu. Zastupovalo ho 68 sportovců (32 mužů a 36 žen) v 10 sportech.

## Medailisté
| Medaile | Jméno | Sport                | Soutěž                          |
| ------- | --- | -------------------- | ------------------------------- |
| Zlato   | Paula Ivanová | Atletika             | Ženy běh na 1500 m              |
| Zlato   | Daniela Silivaşová | Sportovní gymnastika | Ženy kladina                    |
| Zlato   | Daniela Silivaşová | Sportovní gymnastika | Ženy prostná                    |
| Zlato   | Daniela Silivaşová | Sportovní gymnastika | Ženy bradla                     |
| Zlato   | Rodica Arba Olga Homeghi | Veslování            | Ženy dvojka bez kormidelníka    |
| Zlato   | Sorin Babii | Sportovní střelba    | Muži 50 metrů libovolná pistole |
| Zlato   | Vasile Pușcașu | Zápas                | muži volný styl do 100 kg       |
| Stříbro | Paula Ivanová | Atletika             | Ženy běh na 3000 m              |
| Stříbro | Daniel Dumitrescu | Box                  | Muži pérová váha do 57 kg       |
| Stříbro | Daniela Silivaș | Sportovní gymnastika | Ženy víceboj jednotlivci        |
| Stříbro | Gabriela Potoracová | Sportovní gymnastika | Ženy přeskok                    |
| Stříbro | Aurelia Dobre Eugenia Golea Celestina Popa Gabriela Potoracová Daniela Silivaș Camelia Voinea                                      | Sportovní gymnastika | Družstvo žen víceboj            |
| Stříbro | Dănuț Dobre Dragoș Neagu | Veslování            | Muži dvojka bez kormidelníka    |
| Stříbro | Ladislau Lovrenschi Valentin Robu Ioan Snep Vasile Tomoiagă Dimitrie Popescu                                                       | Veslování            | Muži čtyřka s kormidelníkem     |
| Stříbro | Veronica Cogeanuová Elisabeta Lipăová                                                                                              | Veslování            | Ženy dvojskif                   |
| Stříbro | Doina Balan Marioara Trașcă Veronica Necula Herta Anitas Adriana Bazon Mihaela Armășescu Rodica Arba Olga Homeghi Ecaterina Oancia | Veslování            | Ženy osmiveslice                |
| Stříbro | Noemi Lungová | Plavání              | Ženy 400 m polohový závod       |
| Stříbro | Nicu Vlad | Vzpírání             | Muži 100 kg                     |
| Bronz   | Marius Gherman | Sportovní gymnastika | Muži hrazda                     |
| Bronz   | Daniela Silivaș | Sportovní gymnastika | Ženy přeskok                    |
| Bronz   | Gabriela Potoracová | Sportovní gymnastika | Ženy kladina                    |
| Bronz   | Veronica Cogeanuová Elisabeta Lipăová Anișoara Bălanová Anișoara Mineaová                                                          | Veslování            | Ženy párová čtyřka              |
| Bronz   | Doina Balan Marioara Trașcă Veronica Necula Herta Anitas Ecaterina Oancia                                                          | Veslování            | Ženy čtyřka s kormidelníkem     |
| Bronz   | Noemi Lungová | Plavání              | Ženy 200 m polohový závod       |